# Disfunção temporomandibular
Disfunção temporomandibular, sinônimo de disfunção craniomandibular ou, ainda, disfunção de ATM (articulação temporomandibular), é um conjunto de sinais e sintomas que resultam de uma má relação entre a mandíbula e o osso temporal...ou ainda "resultam de problemas relacionados aos músculos da mastigação, as ATMs ou ambos.
O "processo articular" (na mandíbula) articula com a "cavidade articular" (no osso temporal), com um "disco articular" interposto, e com uma série de músculos e ligamentos envolvidos no movimento mandibular.
A disfunção temporomandibular (DTM, DCM) pode originar dores musculares, articulares, zumbidos no ouvido, dor referida ao ouvido otalgia, trigger-points (acúmulos de íon cálcio no interior do músculo mastigatório), limitação de abertura da boca, trismo e bruxismo (ranger noturno dos dentes) ou bracidismo (apertamento noturno dos dentes).
Usa-se uma abordagem interdisciplinar, na qual o cirurgião dentista, otorrinolaringologista, fonoaudiólogo, neurologista e reumatologista podem avaliar e tratar o caso.

## Referência
Disfunção têmporo-mandibular. Aspectos clínicos deinteresse do cefaliatra ARTIGO ORIGINAL: Marco Aurelio - Domingues Bruno - Migrâneas cefaléias, v.7, n.1, p. 14-18, jan./fev./mar. 2004